# Romanzo di un giovane povero (film 1995)
Romanzo di un giovane povero è un film del 1995 diretto da Ettore Scola.
È l'ultimo film in cui lavora l'attore Mario Carotenuto, morto poco dopo la fine delle riprese.
È stato girato nello stesso fabbricato romano, il Palazzo Federici,  in cui era già stato ambientato il film Una giornata particolare, sempre diretto da Scola.
Fu presentato in concorso alla 52ª Mostra internazionale d'arte cinematografica di Venezia. L'interpretazione di Isabella Ferrari è stata premiata con la Coppa Volpi per la miglior attrice non protagonista.
L'interpretazione di Alberto Sordi è stata premiata con la Grolla d'oro come miglior attore protagonista nel 1995.

## Trama
La narrazione parte in medias res, nel momento in cui il protagonista, Vincenzo Persico, viene condotto in carcere da alcune guardie carcerarie, per poi passare all'inizio vero e proprio della vicenda. Vincenzo è un giovane laureato in Lettere, disoccupato che per quanto ci provi non riesce a trovarsi un impiego stabile e che vive in un grande condominio di Roma, assieme alla madre. Frustrato dal carattere di quest'ultima - donna assai apprensiva e timorosa del giudizio degli altri condomini - e dalla precaria situazione economica, vive in uno stato di perenne insoddisfazione, in bilico tra depressione e disperazione. Nello stesso palazzo abita anche un anziano signore, Bartoloni, che vive all'ombra della moglie Karline, un tempo bellissima ballerina tedesca di rivista con il nome d'arte di Karline Ananas, ormai preda dell'obesità e dell'alcolismo.
Una sera, Vincenzo ed il signor Bartoloni si incontrano casualmente nel cortile del condominio. L'anziano signore, ormai in preda alla disperazione per le vessazioni a cui lo sottopone la moglie da anni, invita Vincenzo al vicino bar per sfogarsi con lui della sua situazione. Gli racconta del passato di ballerina della moglie, e della perversa gelosia di quest'ultima nei confronti dell'immagine ormai sbiadita di se stessa, che la spinse un giorno ad ordinargli di distruggere tutte le fotografie che la ritraggono in gioventù ed i suoi vecchi vestiti di scena nel tentativo di cancellare per sempre l'immagine di una donna ormai scomparsa, di cui il marito è ancora perdutamente innamorato. Inoltre confida a Vincenzo di essersi invaghito della giovane Marcella, la proprietaria della vicina pizzicheria, con cui intrattiene un rapporto a suo dire complice, ma pur sempre platonico.
Gli incontri tra i due si susseguono con sempre più frequenza: l'anziano Bartoloni si confida col ragazzo in modo sempre più intimo e spassionato sui suoi sentimenti verso la moglie, tanto che una notte, al culmine della rabbia per un gesto di stizza della moglie che ha distrutto la sua collezione di fumetti, avanza al ragazzo una proposta piuttosto esplicita: uccidere la moglie, sfruttando l'insospettabilità di Vincenzo, in cambio di trenta milioni di Lire che la donna tiene nascosti in casa. Il giovane dapprima si mostra atterrito e, senza dir nulla, imbocca le scale del condominio ma appena dopo, in una fragorosa risata, gli risponde che ne sarebbe disposto a patto che l'anziano gli elimini la madre. Pochi giorni dopo Vincenzo, dimenticatosi della faccenda, trova lavoro presso la tipografia dell'anziano signor Pieralisi, un vecchio amico del suo defunto padre, da cui riceve anche un milione di lire di anticipo sullo stipendio.
Questo gli consente di riacquistare fiducia verso la vita e riprendere contatti con la sua ragazza Andreina, che nei giorni precedenti aveva invano tentato di penetrare i turbamenti per cui Vincenzo si era completamente isolato. Un giorno, tornato da una serata passata con la ragazza, Vincenzo trova nel cortile del caseggiato un capannello di curiosi e poliziotti attorno ad un cadavere coperto da un telo: si tratta di Karline, la moglie di Bartoloni, morta dopo essere caduta dal balcone di casa sua. Nonostante la morte della donna faccia credere all'ipotesi del suicidio o d'un semplice incidente, il sostituto procuratore Moscati vi nutre non pochi dubbi, ritendolo infatti un omicidio. Quando poi Bartoloni denuncia Vincenzo per la sparizione d'una ingente somma di denaro, trenta milioni di lire, che l'anziano teneva segretamente custodita in una cappelliera (e di cui Bartoloni dichiara d'essersene confidato proprio col giovane), i sospetti di Moscati cadono inevitabilmente su Vincenzo.
Il caso vuole, purtroppo, che questo avvenimento coincida con alcune ingenti spese effettuate da Vincenzo dopo aver ricevuto il denaro dal signor Pieralisi ed infatti, durante una perquisizione in casa di Vincenzo da parte della polizia, vengono rinvenuti proprio sotto il suo letto i soldi dati per trafugati dal Bartoloni e per questo viene arrestato con l'accusa di omicidio a scopo di rapina. Preso dallo sconforto per non avere un alibi che possa confermare la sua estraneità al fatto, Vincenzo si chiude in un atteggiamento schivo ed elusivo, mentre Bartoloni non viene coinvolto direttamente in quanto al momento della morte di Karline si trovava al bar, benché il procuratore cominci a sospettare pure d'un coinvolgimento dell'anziano nella faccenda.
Il procuratore Moscati, dopo aver effettuato un ultimo decisivo confronto tra Vincenzo e Bartoloni, durante il quale quest'ultimo fa trapelare poco a poco il suo desiderio recondito di liberarsi dell'ingombrante moglie, esplicitato al giovane più e più volte (fino al punto, come poi rivelato da Vincenzo, da consegnare anticipatamente al giovane il denaro promessogli per l'uccisione affinché accettasse l'incarico), decide di compiere delle indagini in proprio, recandosi al condominio teatro della morte di Karline. Nel palazzo incontra un'inquilina con manie di persecuzione che gli racconta d'aver visto il signor Bartoloni attirare con uno stratagemma il giovane in cantina per rammentargli del loro "accordo" e consegnargli di fretta e furia un involto, contenente presumibilmente il denaro per il suo compenso; Vincenzo, colto così alla sprovvista, non sarebbe riuscito a togliersi d'impaccio ed avrebbe perciò occultato il denaro in camera propria in attesa di capire cosa farne. Moscati ha poi modo di parlare con la giovane Marcella, le cui parole confermano alcuni dei suoi sospetti sul coinvolgimento di Bartoloni, e con il signor Pieralisi, che gli conferma di aver dato effettivamente a Vincenzo un anticipo consistente sul suo stipendio.
Tornato in procura, all'atto di trasmettere le sue conclusioni al GIP, elabora assieme al suo assistente delle possibilità su come sia avvenuta la morte di Karline. Una delle ipotesi è quella secondo cui Vincenzo, preso dallo sconforto per i suoi problemi economici, avrebbe accettato di uccidere Karline (dietro pagamento di Bartoloni) spingendola con la minaccia fino alla ringhiera, al punto da farle perdere l'equilibrio e facilitandone cosí la caduta fatale; il fatto poi che Bartoloni lo abbia denunciato per il furto sarebbe stato progettato in un secondo tempo dallo stesso, come indennizzo, casomai il giovane gli avesse voltato gabbana, oppure in una mancanza di lucidità indotta dalla rabbia e lo sconvolgimento per aver saputo, dopo il funerale di sua moglie, che la giovane Marcella sia in procinto di sposarsi con un suo coetaneo.
Un'altra ipotesi, sulla scorta di quest'ultima considerazione, sarebbe invece che sia stato lo stesso Bartoloni a causare autonomamente la morte della donna, drogandola con una dose eccessiva delle medicine che assumeva regolarmente affinché potesse, a causa dell'alto stato d'alterazione mentale in cui si sarebbe trovata, precipitare facilmente dal proprio balcone di casa dove, con ogni probabilità, vi sarebbe stata attirata dal cane che il marito avrebbe appositamente deposto su d'una impalcatura attigua per via di alcuni lavori nel palazzo; infine, avrebbe dunque incanstrato Vincenzo con la storia dei soldi, ricavandosi nel frattempo un alibi facendosi vedere da dei testimoni al bar sotto casa prima della morte della donna. Il procuratore non fa mistero al suo assistente di credere maggiormente alla colpevolezza del signor Bartoloni, in favore del giovane Vincenzo.
Una volta chiuso il fascicolo sulla morte di Karline, Moscati si reca in carcere per far visita a Vincenzo, nell'estremo tentativo di convincerlo, pur indirettamente, a sostenere con maggior forza la propria innocenza, senza farsi scoraggiare dalla fuorviante evidenza dei fatti. Il ragazzo, però, gli fa capire che la sua vita carceraria, scandita da un ritmo molto preciso, è per lui molto migliore della sua precedente esistenza "libera" piena d'incertezze e d'affanni. In carcere Vincenzo ha anche occasione di esercitare finalmente la professione di insegnante, tenendo corsi di italiano per i detenuti stranieri. Il film si conclude con una struggente immagine di Bartoloni che, nella notte di Capodanno, ormai solo e roso dai sensi di colpa, sogna la giovane Karline, di cui è riuscito a conservare soltanto un'ultima foto.

## Riconoscimenti
- 1995 - Mostra internazionale d'arte cinematografica di Venezia
  - Coppa Volpi per la miglior attrice non protagonista a Isabella Ferrari
  - Candidatura Leone d'oro al miglior film a Ettore Scola
- 1996 - David di Donatello
  - Candidatura miglior musicista a Armando Trovajoli
- 1996 - Nastro d'argento
  - Candidatura Miglior attore non protagonista a Mario Carotenuto
  - Candidatura Miglior soggetto a Ettore Scola
- 1995 - Grolla d'oro
  - Grolla d'oro al miglior attore a Alberto Sordi